# Auragne
Auragne é uma comuna francesa na região administrativa da Occitânia, no departamento do Alto Garona. Estende-se por uma área de 13.63 km², com 425 habitantes, segundo o censo de 2018, com uma densidade de 31 hab/km².